# Leobardo Perez Jimenez
Leobardo Perez Jimenez  (El Carmen de Viboral Colombie, 22 septembre 1945) est un sculpteur et peintre colombien.

## Biographie
Après avoir gagné une place dans le milieu artistique d'Antioquia et Bogota avec son travail pictural, Leobardo Perez Jimenez décide de se consacrer à la création de sculptures
Ses sculptures, réalisées à partir d'objets symboliques (pièces de monnaie, couteaux récupérés de milieux violents), lui permettent de consolider son statut d'artiste de référence dans le panorama culturel de la Colombie  et d'être ainsi repéré au niveau international .
Depuis quelques années, Leobardo Perez Jimenez s'érige comme une nouvelle figure incontournable du milieu artistique colombien au même niveau d'artistes comme Omar Rayo, Fernando Botero, David Manzur, Carlos Jacanamijoy et Ana Mercedes Hoyos.
Il est également l'un des fondateurs du projet "Parque Internacional de Arte PIA"  dans la zone rurale de Marinilla en Colombie.

## Galerie

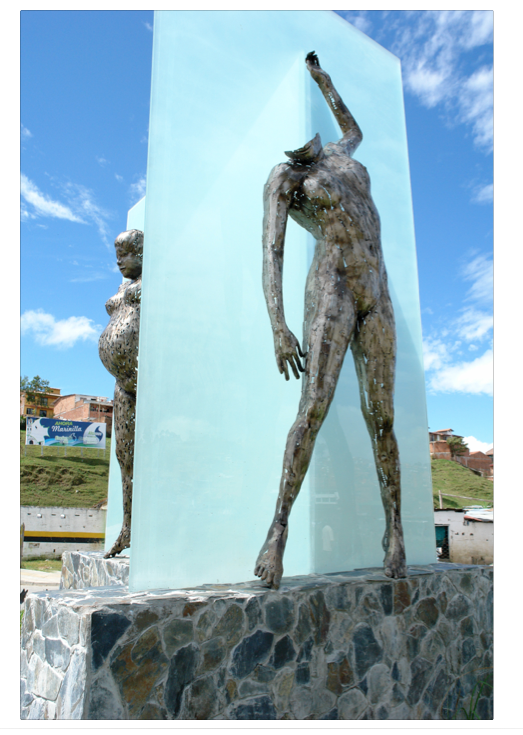
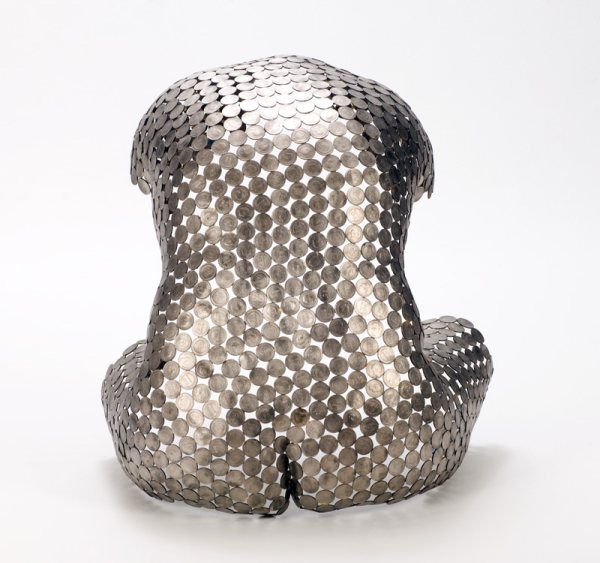
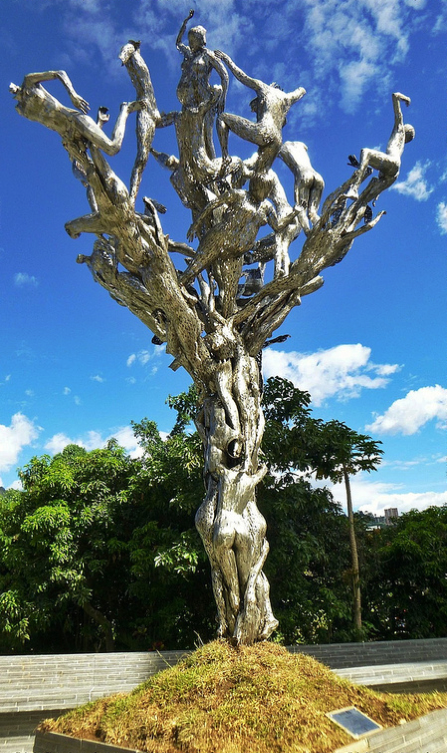
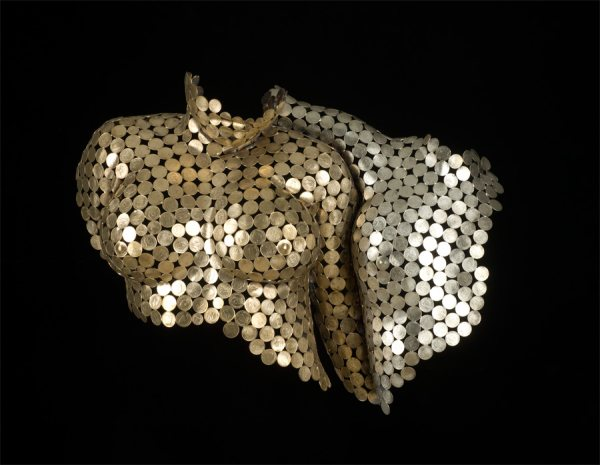